# Chlorothraupis stolzmanni
A Chlorothraupis stolzmanni  a madarak osztályának verébalakúak (Passeriformes) rendjébe és a  kardinálispintyfélék (Cardinalidae) családjába tartozó faj.

## Rendszerezése
A fajt Hans von Berlepsch és Władysław Taczanowski írták le 1883-ban, a Phoenicothraupis nembe Phoenicothraupis stolzmanni néven. Egyes szervezetek a Habia nembe sorolják Habia stolzmanni néven.

## Alfajai
- Chlorothraupis stolzmanni dugandi Meyer de Schauensee, 1948
- Chlorothraupis stolzmanni stolzmanni (von Berlepsch & Taczanowski, 1884)[1]

## Előfordulása
Dél-Amerika északnyugati részén, Ecuador és Kolumbia területén honos. Természetes élőhelyei a szubtrópusi vagy trópusi síkvidéki és hegyi esőerdők. Állandó, nem vonuló faj.

## Megjelenése
Testhossza 17 centiméter.

## Természetvédelmi helyzete
Az elterjedési területe elég nagy, egyedszáma pedig stabil. A Természetvédelmi Világszövetség Vörös listáján nem fenyegetett fajként szerepel.